# Tzanata
Tzanata  este un oraș în Grecia în prefectura Kefalonia.